# Монтгомъри (окръг, Джорджия)
Вижте пояснителната страница за други населени места с името Монтгомъри.
Окръг Монтгомъри (на английски: Montgomery County) е окръг в щата Джорджия, Съединени американски щати. Площта му е 640 km², а населението - 8909 души (2000). Административен център е град Маунт Върнън.